# Kamionacz (wieś)

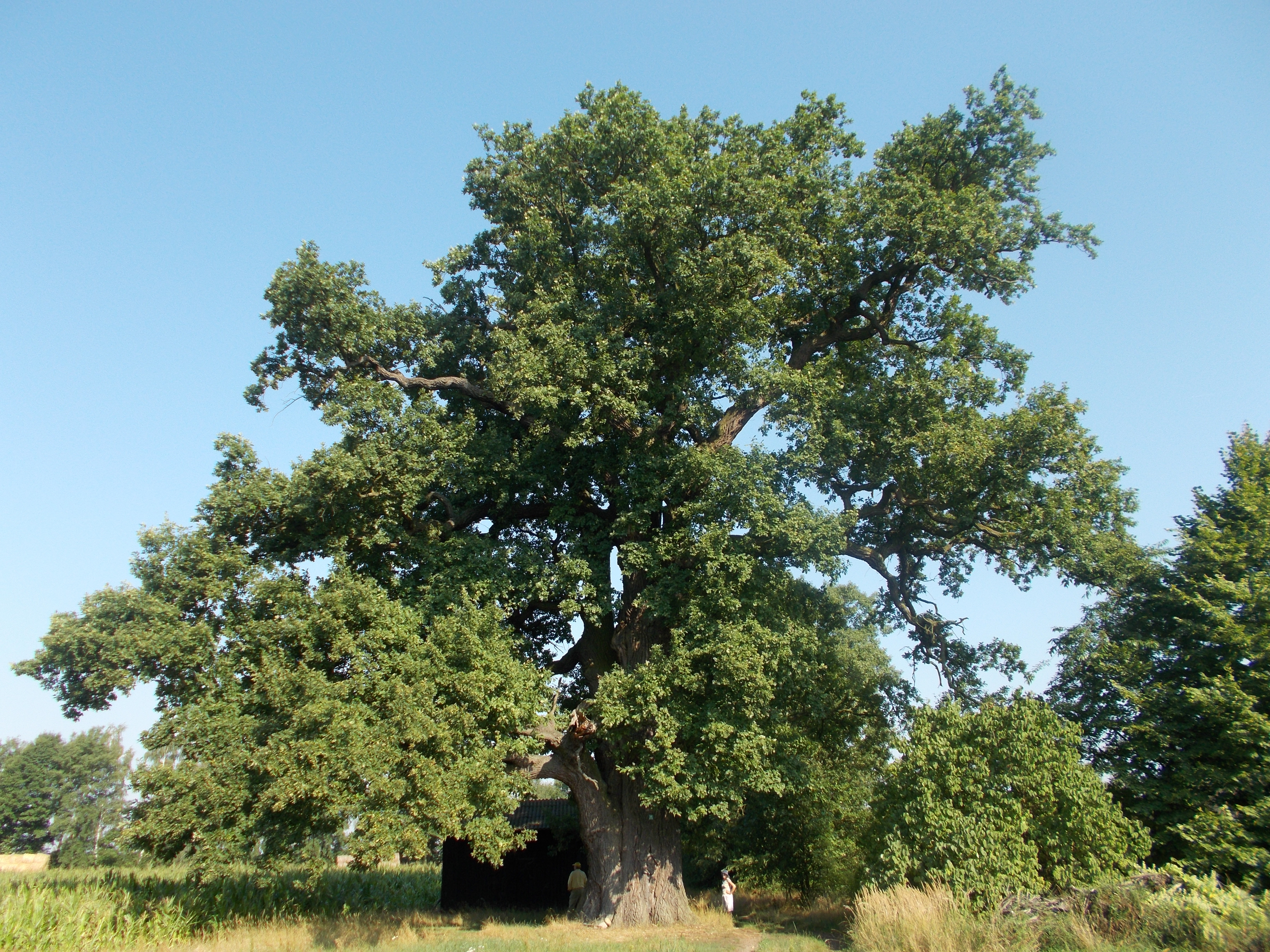
Dąb widoczny od strony parku dworskiego

Kamionacz – wieś w Polsce, położona w województwie łódzkim, w powiecie sieradzkim, w gminie Warta.
W latach 1975–1998 miejscowość położona była w województwie sieradzkim.
Znajduje się w odległości 7 km od Warty, na skraju dużego kompleksu leśnego.

## Historia
Pierwsza wzmianka o niej pochodzi z 1374 r. Gniazdo rodu Kamionackich h. Kopacz. W latach 1787–1912 właścicielami wsi byli Jarocińscy. Wieś dzieliła się na Kamionacz Folwark, Dobrotyń i Poduchowny. W l. 1840–1860 Warta odsunęła się od wsi. Dawniej płynęła tuż przy kościele, a w czasie częstych powodzi woda zalewała nawet ogród dworski.

## Zabytki
Wojciech Jarociński w latach 1840–1845 fundował tu kościół św. Marcina Biskupa na miejscu poprzedniego, wspomnianego w aktach konsystorza gnieźnieńskiego w poł. XV w. Jest to budowla drewniana, konstrukcji zrębowej, na planie prostokąta, oszalowana, z podcieniem wspartym na 4 kolumnach. Trzy ołtarze o charakterze późnoklasycystycznym z XIX w. W głównym ołtarzu m.in. rzeźba św. Marcina z pocz. XVI w. Obok kościoła współczesna mu dzwonnica i grobowiec fundatorów z poł. XIX w. – bezstylowa budowla, w złym stanie technicznym, kryje miejsce pochówku żony Stanisława Jarocińskiego – Rozalii z Siemiątkowskich Jarocińskiej, zm. w Kamionaczu 26 sierpnia 1824 r. w wieku 57 lat. Obok żony pochowano Stanisława Jarocińskiego, Sędziego Pokoju powiatu warckiego, posła na Sejm Księstwa Warszawskiego (1809 r.), zmarłego w dobrach dziedzicznych Kamionacz 25 sierpnia 1826 r. w wieku 66 lat. W grobowcu spoczywają także: Wincenty Jarociński, kapitan XV pułku piechoty liniowej Księstwa Warszawskiego, kawaler Złotego Krzyża Wojskowego poległy pod Smoleńskiem 18 sierpnia 1812 r. w wieku 28 lat; Wojciech Jarociński, „dymisyonowany” ppłk, Kawaler Złotego Krzyża Wojskowego, zmarły w wieku 75 lat, dnia 22 grudnia 1839 r. oraz Ludwika z Urbańskich Wiśniewska, ur. w 1829 r., zm. 29 października 1897 r. Niewielką tabliczką upamiętniono Andrzeja Piskorskiego „najlepszego przyjaciela oraz najdzielniejszego pomocnika Wojciecha Jarocińskiego przy budowie kościoła w Kamionaczu – 1840”.
Na cmentarzu mogiła nieznanych żołnierzy 28 Pułku Strzelców Kaniowskich z września 1939 r.
Według rejestru zabytków Narodowego Instytutu Dziedzictwa na listę zabytków wpisane są obiekty:
- kościół parafialny pw. św. Marcina, drewniany, 1845, nr rej.: 815 z 28.12.1967
- dzwonnica, drewniana, nr rej.: 816 z 28.12.1967
- park, nr rej.: 292 z 8.02.1979

## Przyroda
W podworskim parku znajduje się szereg pomnikowych drzew, m.in. jesion wyniosły o obwodzie 5 metrów oraz liczne wierzby, olchy, graby, dęby, lipy, dwie pomnikowe sosny czarne oraz inne jesiony. Na północ od parku, przy polnej drodze, rośnie dąb szypułkowy Kamionacz – pomnik przyrody, o obwodzie 778 cm i wysokości 23 metrów. To największe drzewo gminy Warta i jedno z największych drzew nie tylko w powiecie sieradzkim, lecz także województwie łódzkim o pojedynczym pniu.